# Willy Guéret
Pour les articles homonymes, voir Guéret (homonymie).
Willy Guéret est un footballeur français né le 2 août 1973 à Saint-Claude en Guadeloupe. Il évolue au poste de gardien de but.

## Biographie
Willy Guéret commence sa carrière au Red Star 93, club avec lequel il joue 6 matchs en Division 2. Il passe ensuite une saison à Noisy-le-Sec, puis quatre autres saisons au MUC 72.
Barré par Olivier Pédémas, il se contente d'un rôle de remplaçant au Mans mais dispute tout de même 20 matchs de championnat avec les Sarthois. Il poursuit ensuite sa carrière professionnelle en Angleterre à partir de la saison 2000-2001.

## Palmarès
- Finaliste de la Coupe d'Angleterre (FA Cup) en 2004 avec Millwall
- Vainqueur du Football League Trophy en 2006 avec Swansea et en 2008 avec Milton Keynes
- Champion d'Angleterre de troisième division en 2001 avec Millwall
- Champion d'Angleterre de quatrième division en 2008 avec Milton Keynes